# Albuca juncifolia
Albuca juncifolia är en sparrisväxtart som beskrevs av John Gilbert Baker. Albuca juncifolia ingår i släktet Albuca och familjen sparrisväxter. Inga underarter finns listade i Catalogue of Life.